# Mộ đá

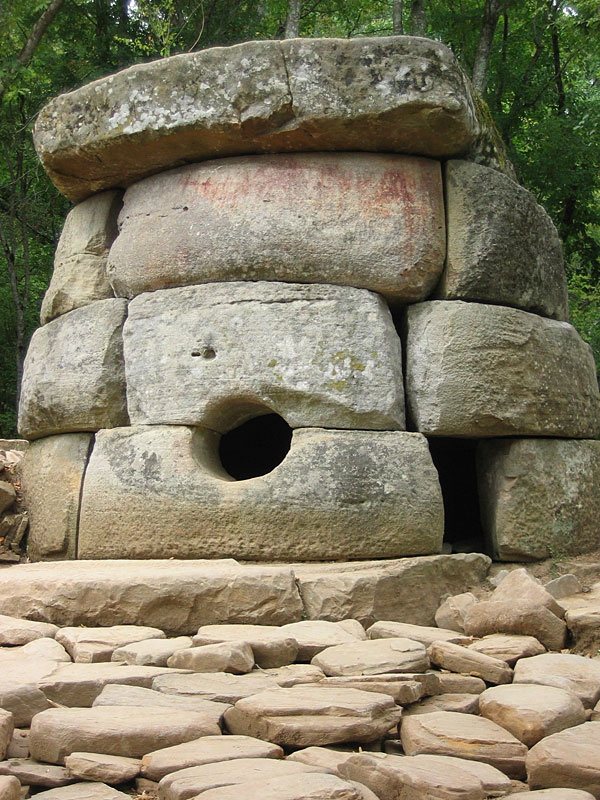
Mộ đá Circassia gần sông Zhane, Nga

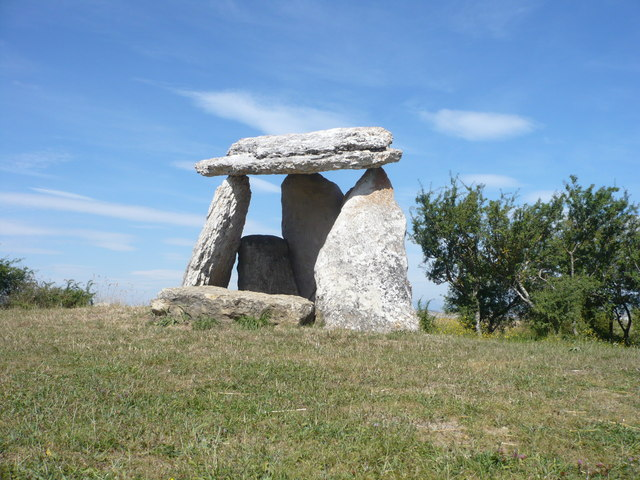
Mộ đá Salvatierra, Tây Ban Nha

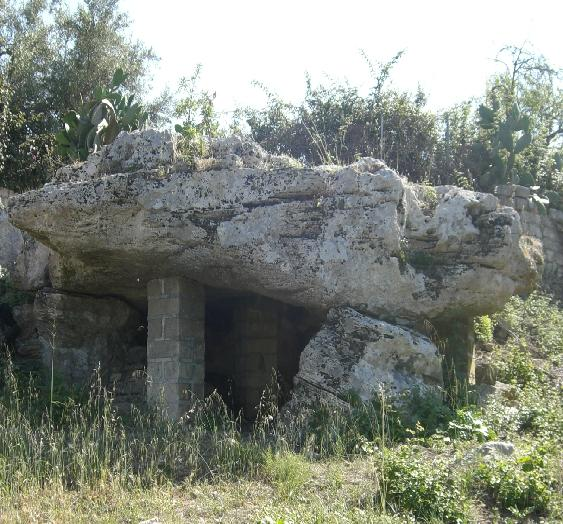
Mộ đá di Avola (SR), Italia

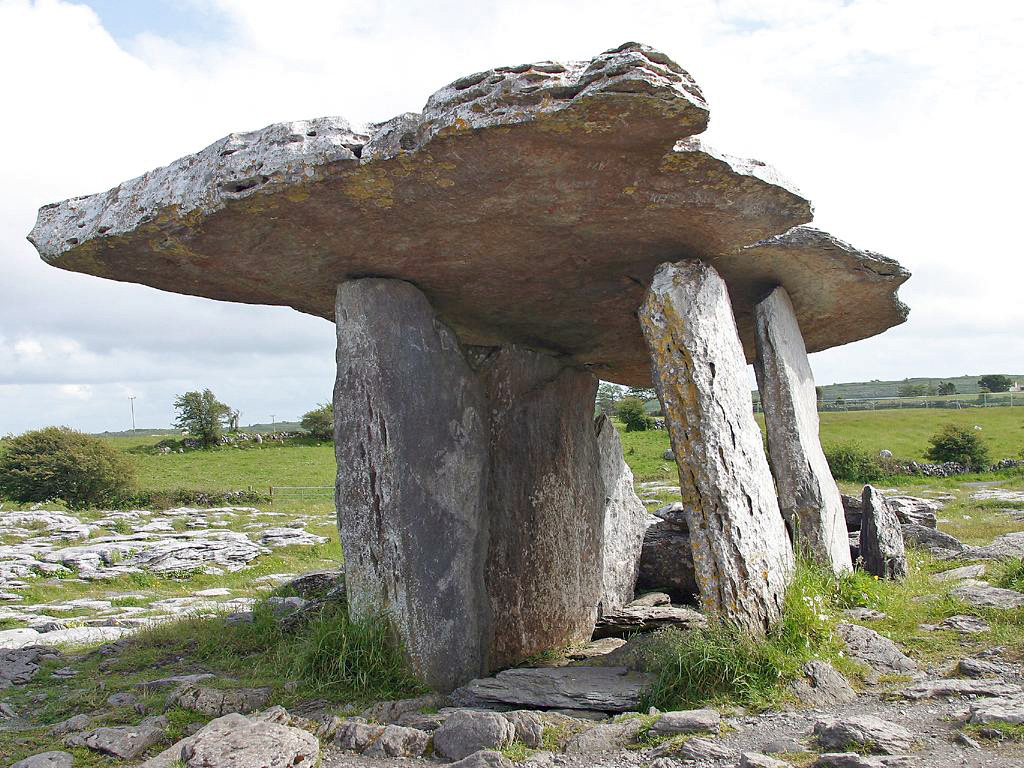
Mộ đá Poulnabrone ở Burren, hạt Clare, Ireland

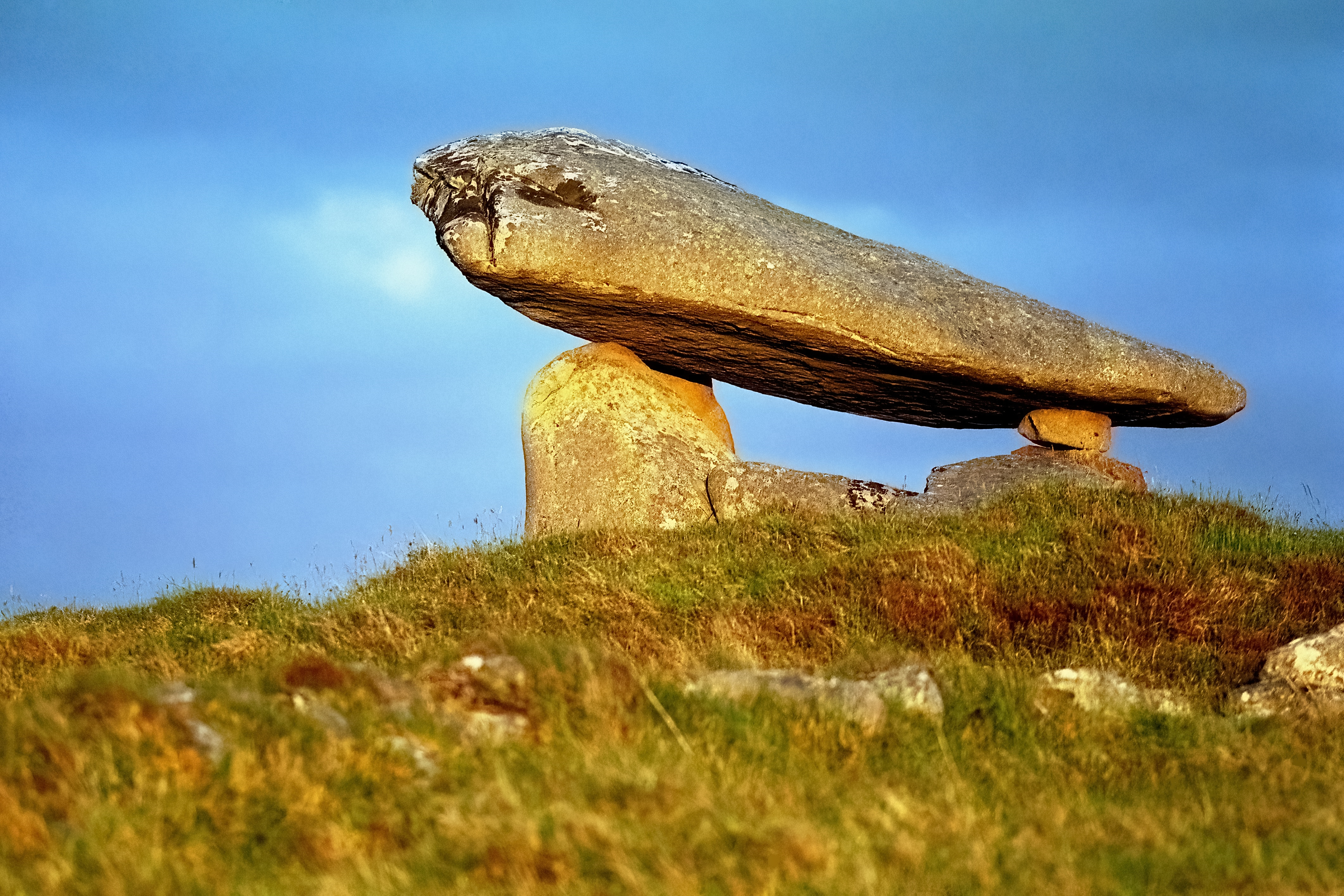
Mộ đá Kilclooney gần Ardara ở hạt Donegal, Ireland

Mộ đá (Dolmen) là loại mộ làm từ cự thạch (đá lớn) chỉ có một gian, thường bao gồm ít nhất ba tảng đá dựng đứng đỡ một phiến đá lớn, phẳng, nằm ngang. Phần lớn mộ đá xuất hiện đầu thời đại đồ đá mới (4000-3000 năm TCN). Mộ đá thường được phủ bằng đất hoặc những viên đá nhỏ hơn để tạo thành một gò đất (barrow), dù rằng nhiều khi lớp phủ đó bị tự nhiên bào mòn đi, chỉ còn trơ lại "bộ xương" đá hàu như nguyên vẹn.
Người ta vẫn còn đang phân vân không biết khi nào, tại sao và ai đã tạo nên những mộ đá đầu tiên. Những mộ đá có niên đại sớm nhất đã được tìm thấy ở Tây Âu. Chúng đã được xây dưng 7000 năm trước, cùng thời với các nền văn minh cổ đại như Ai Cập, Ấn Độ và Trung Đông. Các nhà khảo cổ học vẫn không biết ai đã dựng nên những mộ đá đó. Càng khó để biết tại sao họ làm thế. Quan điểm được chấp nhận rộng rãi nhất là tất cả các mộ đá là những phòng đá dùng vào mục đích an táng người chết.